# Quem são os três cavaleiros
"Quem são os três cavaleiros" é um romance tradicional português de temática religiosa bastante conhecido a sul do rio Tejo. Relata a adoração dos Reis Magos e como tal é frequentemente incluído em cantigas de Reis.

## Letra
O tema deste romance é a adoração do Menino Jesus pelos três Reis Magos. Os Reis vêm do Oriente fazendo "sombra no mar" para se encontrarem com o Messias. A sua pressa é tanta que prescindem de repousar em pousadas, até que O encontram em Roma (ou Belém) cantando a sua primeira missa (missa nova) auxiliado por São Pedro e São João que mudam o missal, procedimento típico da Missa Tridentina.
Embora o texto parta do relato bíblico, a maioria dos elementos são provenientes da tradição e imaginação popular.
| Elvas (Alto Alentejo) 1895 | Aljustrel (Baixo Alentejo) 1925 | Loulé (Algarve) 1905 |
| --- | --- | --- |
| Quais foram os três Reis Magos, que fizeram sombra no mar? Foram os três do Loriente, que a Jesus foram buscar. Não procuram por pousada, nem aonde hão de ir pousar, Procuram por Jesus Cristo, onde O hão de ir achar? | Quem são os três cavaleiros, que fazem sombra no mar? São os três desorientes, que a Jesus vêm buscar. Não procuram por pousada, nem onde a irão achar, Procuram o Deus Menino, que nasceu para nos salvar. | Quem são os três cavaleiros, que fazem sombra no mar? São os reis do Oriente, que a Cristo vêm adorar. Eles não buscam pousada, nem aonde irão noitar, Procuram p’lo Deus Menino, sem O poder encontrar. |
| Foram-n’O achar em Belém, revestido no altar; Missa nova quer dizer, missa nova quer cantar; S. João ajuda à missa, S. Pedro muda o missar;                                                                              | Foram-n’O achar em Roma, revestido no altar; Missa nova quer dizer, missa nova quer cantar; S. Pedro ajuda à missa, S. João muda o missar.                                                                  | Encontraram-n’O em Belém, revestido no altar; Missa nova quer dizer, missa nova quer cantar; Um menino tão pequeno, todo o mundo quer salvar!                                                            |

## História e Interpretação

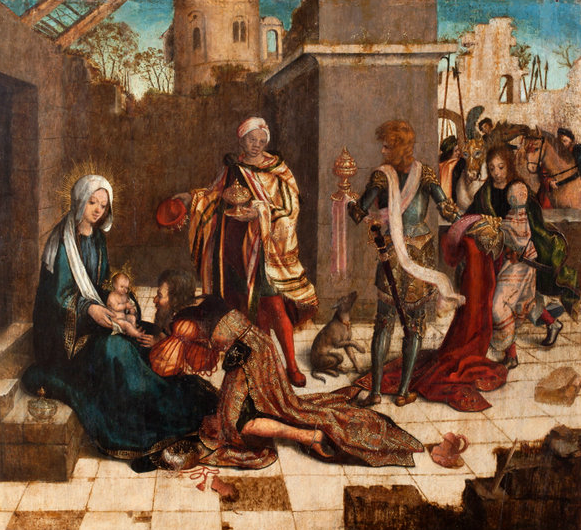
Adoração dos Reis Magos (1520—1535), seguidor de Grão Vasco.

Este romance tradicional de temática religiosa deverá ter sido escrito entre o século XVII e o século XVIII.
Em 1895, duas versões cantadas nas tradicionais Reisadas das freguesias rurais de Elvas foram publicadas pelo folclorista português António Tomás Pires no 13.º volume da revista Archivio per lo studio delle Tradizioni Popolari. Contudo, em 1883, o escritor brasileiro Sílvio Romero já tinha publicado a oração "À Senhora da Aparecida" na sua obra Cantos Populares do Brasil que inclui uma variante desta composição:

Aí vem a Virgem Maria, de noite, pelo luar,

Procurando Jesus Cristo, sem O mais poder achar.

Vai encontrar com Ele em Roma, vestidinho num altar,

Um cálix bento na mão, missa nova por cantar.

A variante brasileira não é, obviamente, desconhecida das terras lusas. Normalmente os três Reis Magos são substituídos pelas três Marias:

Caminharam as três Marias, numa noite de luar,

Em cata do bom Jesus, e não n’O puderam achar.

Foram-n’O achar em Roma, vestido a par do altar.

Menino tão pequenino, missa nova quer cantar.

Recolhas posteriores de "Quem são os três cavaleiros" / "Caminharam as três Marias" foram realizadas também em Aljustrel, Ferreira do Alentejo, Guimarães, ilha das Flores, Loulé, Nisa, São Martinho de Mouros e Serpa. A versão de Aljustrel foi publicada em 1925 pelo escritor português Manuel de Brito Camacho na sua obra Quadros Alentejanos que além da transcrição da cantiga de Reis, inclui também uma explicação popular do significado sua história:
| “ | (…) os três cavaleiros eram os três Reis do Oriente, uma terra lá para os fins do mundo, os quais tendo notícia de que nascera Jesus, se puseram a caminho, para o adorarem. Como eram muito grandes, e montavam cavalos do tamanho de torres, faziam sombra no mar. Chegados à arramada onde Nossa Senhora dera à luz, aí souberam que o Menino fora levado para Roma, porque Herodes era um grande malvado e tinha dado ordens para o matarem. S. Pedro e S. João acompanhavam Jesus, e uma vez chegados a Roma perguntou-lhe o Papa o que desejavam. Vai então Jesus respondeu que desejava dizer missa na igreja matriz, ao que o Papa anuiu, e como o sacristão tinha ido fazer um recado, S. Pedro e S. João ajudaram ao ofício divino (…) | ” |

O escritor português António Lobo Antunes fez referência a este mesmo poema no seu romance intitulado precisamente "Que Cavalos São Aqueles Que Fazem Sombra No Mar?" (2009).